# Gelateria Vivoli

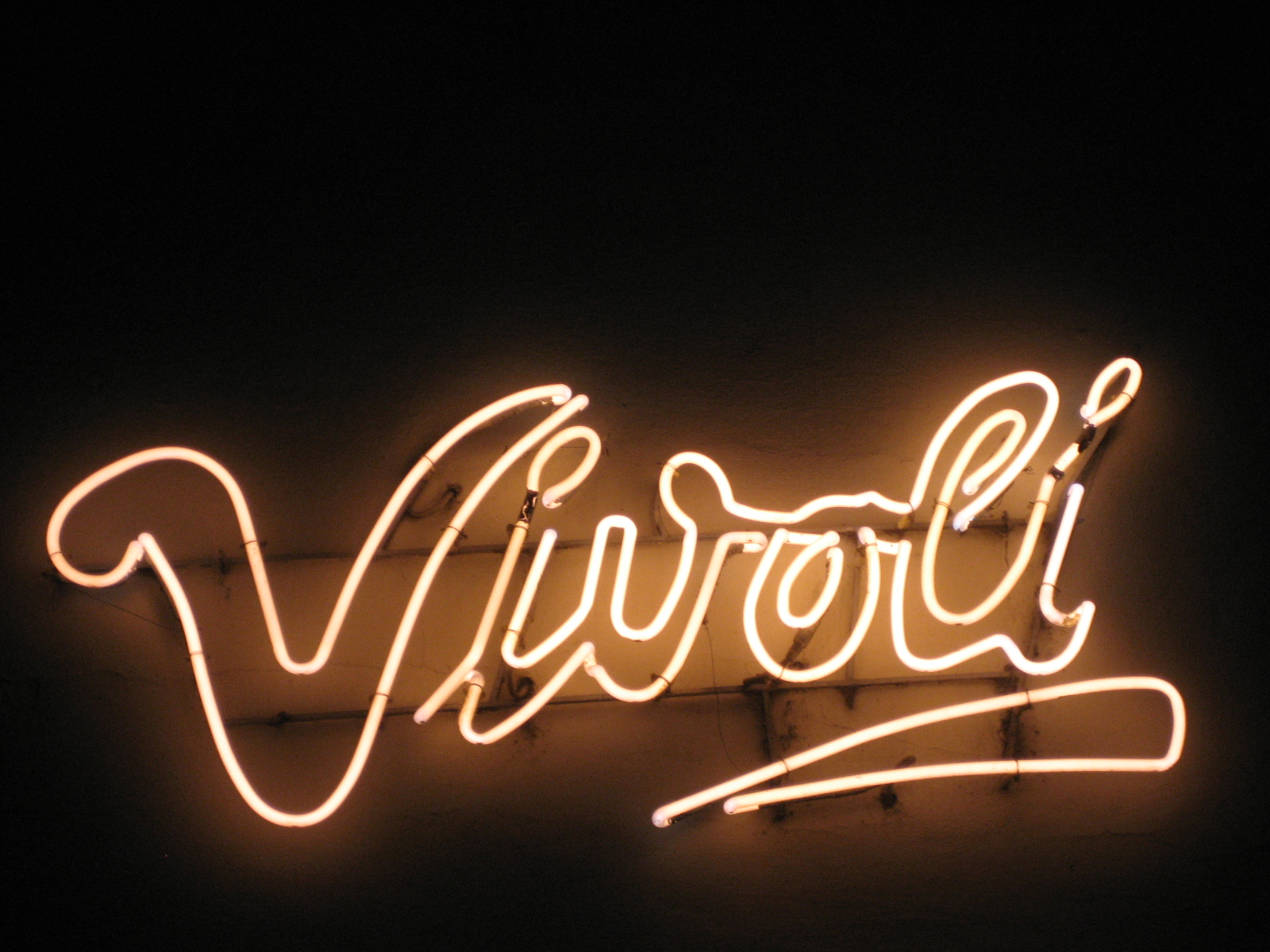
L'insegna di Vivoli

La Gelateria Vivoli è un esercizio storico di Firenze, situato in via Isola delle Stinche 3 rosso con affaccio sulla piazza di San Simone, in un fondo di palazzo Lottini, dove è ricordata con una targa l'abitazione da giovane dello scultore Giovanni Duprè.

## Storia
La Latteria Vivoli nacque nel 1929 su iniziativa della famiglia di Serafino Vivoli, originaria di Pelago. Oltre al latte fresco vi si vendeva il caffè, la panna e, dal 1932, Raffaello Vivoli, fratello di Serafino, iniziò la produzione diretta del gelato. All'epoca non esistevano i frigoriferi, e il ghiaccio veniva fatto arrivare giornalmente dall’Appennino tosco-emiliano, in particolare dalla frazione di Saltino di Prignano sulla Secchia, che era anche una località di villeggiatura estiva, dove già nel 1936 i Vivoli aprirono una succursale.
I locali di Firenze sono stati rinnovati più volte (1941, 1959, 1967, 1984, 1997, 2002 e 2017). In particolare nel 1967 si ripararono i gravissimi danni dell'alluvione di Firenze, che aveva distrutto tutti i macchinari e gli arredi storici. La gelateria è stata sempre molto frequentata: negli anni sessanta e settanta le guide turistiche americane, inglesi, francesi e tedesche la suggerivano spesso ai loro clienti per la genuina qualità delle materie prime, tanto da essere fin da allora costantemente citata nelle guide pubblicate sulla città.
La gelateria appare nell'elenco degli esercizi storici fiorentini tenuto dal Comune.